# 锥片盘首蚕
锥片盘首蚕（学名：Lopadorhynchus krohnii）为盘首蚕科盘首蚕属的动物。分布于地中海、太平洋、大西洋，包括东海黑潮区、南海等海域，属于热带和亚热带海区上层暖水种。